# Ottersweier
Ottersweier är en kommun och ort i Landkreis Rastatt i regionen Mittlerer Oberrhein i Regierungsbezirk Karlsruhe i förbundslandet Baden-Württemberg i Tyskland.
Kommunen ingår i kommunalförbundet Bühl tillsammans med staden Bühl.